# モンタギュー・ヴェナブルズ＝バーティー (第2代アビンドン伯爵)
第2代アビンドン伯爵モンタギュー・ヴェナブルズ＝バーティー（英語: Montagu Venables-Bertie, 2nd Earl of Abingdon PC、1673年2月4日 – 1743年6月16日）は、イギリスの貴族。1682年までモンタギュー・バーティー閣下の儀礼称号を、1682年から1699年までノリーズ卿の儀礼称号を使用した。

## 生涯
初代アビンドン伯爵ジェームズ・バーティーと1人目の妻エレノーラ・リー（Eleanora Lee、1658年6月3日洗礼 – 1691年5月31日、第3代準男爵サー・ヘンリー・リーの娘）の長男として生まれた。1685年のモンマスの反乱が勃発した時点では未成年だったが、オックスフォード大学クライスト・チャーチから招集された民兵隊に入隊した。その後、父の影響力により1686年にウッドストックの自由民（freeman）と町議会議員（common councilman）になり、1687年にはオックスフォードの自由民になった。1687年9月22日にピーター・ヴェナブルズ（Peter Venables、1679年没）の娘アン（1715年4月28日没）と結婚、11月10日にヴェナブルズを姓に加えた。続く1689年イングランド総選挙ではまだ被選挙権のない年齢だったもののバークシャー選挙区で当選、同年より1701年までオックスフォードの執行吏とオックスフォードシャー副統監を務めた。
総選挙により成立した仮議会の記録ではモンタギューの名前がたびたび現れた。彼は家族と同じくトーリー党員であり、ジェームズ2世が逃亡した後も王位が空位になっていないとの貴族院の主張に賛成票を投じた。それ以外にもいくつかの庶民院委員会に加入し、5月には叔父ヘンリー・バーティーとサー・ウィリアム・ハーボードの争いについて発言した。
1690年イングランド総選挙で再びバークシャー選挙区から出馬しようとしたものの、第3代ラブレス男爵がホイッグ党のリチャード・ネヴィルを推したため、モンタギューは代わりにオックスフォードシャー選挙区から出馬した。このとき、バークシャー選挙区にはすでに第2代準男爵サー・ヘンリー・ウィンチコンブと第2代準男爵サー・ハンフリー・フォースターとトーリー党員が2人出馬していたため、モンタギューはバークシャー選挙区での選挙活動を諦めたのであった。オックスフォードシャーでの選挙活動は辛辣なものであり、モンタギューらは父子ともにジャコバイトとの疑いがもたれたが、結果はモンタギューと第2代準男爵サー・ロバート・ジェンキンソンが大差でホイッグ党の候補である第5代準男爵サー・ジョン・コープと初代準男爵サー・トマス・ウィートに勝利した。その後は1690年から1699年までオックスフォードシャーの庶民院議員を務め、1699年5月22日に父が死去するとアビンドン伯爵の爵位を継承した。
アン女王の治世では1702年4月21日にイングランド枢密院の枢密顧問官に任命され、1702年から1705年までロンドン塔管理長官、タワー・ハムレッツ統監、オックスフォードシャー統監を務めたが、1705年イングランド総選挙でホイッグ党が政権を握ると、1705年10月にすべての官職から解任され、1707年5月には枢密顧問官からも解任された。トーリー党が政権に返り咲くと、1711年から1715年まで南トレント巡回裁判官を、1712年から1715年までオックスフォードシャー統監を務め、グレートブリテン枢密顧問官にも任命された。
ジョージ1世が即位したときはハノーヴァー朝を支持してグレートブリテン枢密顧問官を再任したが、すぐに野党に転じて1716年の七年議会法に反対、ロバート・ウォルポールとも敵対した。
1743年6月16日に死去、27日にライコートで埋葬された。爵位は弟ジェームズの息子ウィラビーが継承した。

## 家族
1687年9月22日にピーター・ヴェナブルズ（Peter Venables、1679年没）の娘アン・ヴェナブルズと結婚した。アン・ヴェナブルズは1702年5月12日から1705年11月までアン女王の寝室女官を務めた後に辞任したが、1712年1月に再び寝室女官に任命され、1714年にアン女王が死去するまで務めた。アンは1715年4月28日に死去、ライコートで埋葬された。
1717年2月13日、ビーコンズフィールドでメアリー・ゴールド（Mary Gould、1757年1月7日埋葬、ジェームズ・ゴールドの娘）と再婚、下記の子女を儲けた。
- ジェームズ（1717年11月14日 – 1718年2月25日） - 天然痘により病死

領地では1702年に第3代準男爵サー・ジョン・ウォルターからゴッドストーを購入したが、1710年に初代マールバラ公爵ジョン・チャーチルに売却した（マールバラ公爵は同時にウォルターからウルヴァーコートを購入した）。1703年から1704年にはすでに所有していたウェスト・ラヴィントンの領地と隣接するリトルトン・アウンセルス（Littleton Auncells）の領地をジョージ・ボウディッチ（George Bowditch）とジェームズ・タウンゼンド（James Townsend）から購入した。また、1738年までにウィルトシャーのブラデンストークをジャーマニカス・シェパード（Germanicus Sheppard）に売却した。